# James Hogg
James Hogg (pokřtěn 9. prosince 1770, Ettrick, Skotsko – 21. listopadu 1835 tamtéž) byl skotský básník a prozaik, literární samouk, který psal jak skotsky, tak anglicky. Jelikož v mládí pracoval na farmě, vešel ve známost jako Ettrický pastýř. Pod touto přezdívkou publikoval některé své básně. Přátelil se s řadou známých spisovatelů té doby včetně Waltera Scotta, o němž později napsal neautorizovanou biografii.

## Životopis

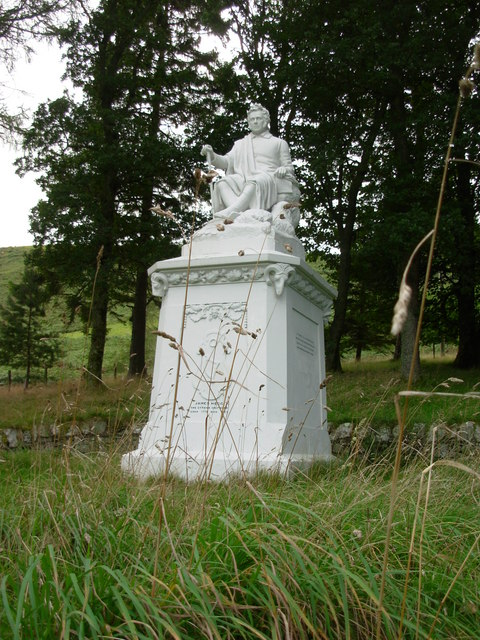
Památník Jamese Hogga v St Mary's Loch od Andrewa Currieho

Narodil se v rodině malého farmáře poblíž Ettricku v hrabství Selkirkshire, kde byl také 9. prosince pokřtěn. Skutečné datum jeho narození není známo. Číst a psát se naučil až v během dospívání. Jeho otec Robert byl nájemný farmář, matka Margaret rozená Laidlawová byla sběratelkou původních skotských balad. James byl druhý ze čtyř bratrů. Po několik měsíců navštěvoval místní obecní školu, jeho vzdělávání však skončilo poté, co jeho otec zkrachoval. Zatímco otec dostal místo pastýře u svého souseda, James po celé dětství pracoval jako pacholek. První setkání s literaturou mu zprostředkovalo matčino vyprávění a Bible.
V roce 1790 začal pracovat u Jamese Laidlawa z Blackhouse v údolí Yarrow. Vzdělaný Laidlaw mu byl dle vlastního Hoggova vyjádření spíš otcem než zaměstnavatelem. Půjčoval mu knihy a vzbudil tak u něj zájem o literaturu. Hogg u něj strávil celých deset let. V té době se také snažil sám psát v duchu skotské lidové poezie. Stal se celoživotním přítelem Laidlawova syna Williama, který se později stal tajemníkem Waltera Scotta a Hogga se sirem Walterem seznámil.
S tvorbou nedávno zemřelého básníka Roberta Burnse, který se stal jeho největším vzorem, se Hogg poprvé seznámil v roce 1797, když slyšel básnickou povídku Tam o'Shanter. Hogg dál psal pastorální hry, básně a písně a dál se zajímal o Skotskou vysočinu. Počátkem roku 1801 vydal knížečku s pěti básněmi a dvěma písněmi Skotské pastorály (Scottish Pastorals). Jeho vlastenecká píseň Donald Macdonald, jež vyšla asi v roce 1803, si získala značnou popularitu.
Roku 1801 dostal nabídku, aby pomohl se sbíráním starých skotských balad pro Scottovu sbírku Písně skotské hranice (Minstrelsy of the Scottish Border). Následujícího roku se s Walterem Scottem osobně setkal a začal pracovat pro měsíčník Edinburgh Magazine.
Hoggova první básnická sbírka nazvaná Horský bard (The Mountain Bard) vyšla v únoru 1807 u nakladatele Archibalda Constablea (Constable & Robinson). Dál se snažil publikovat v časopisech své vlastní básně, úspěšnou se však stala až lyrickoepická báseň Noční bdění královny (The Queen's Wake, 1813), jejímž námětem byl návrat Marie Stuartovny do Skotska v roce 1561. Jeho poezie si získala věhlas, zajistila mu možnost publikovat v literárních časopisech, ale byla také nevybíravě parodována. Jeho nejbližším spolupracovníkem byl v té době John Gibson Lockhart.

## Dílo
Vrcholem jeho literární tvorby je mnohovrstevnatý román Vyznání ospravedlněného hříšníka (The Private Memoirs and Confessions of a Justified Sinner, 1824), zčásti parodie na kalvinistickou nábožensky naučnou literaturu, zčásti psychologická studie o povaze zločinu, hříchu a lidské identity. Jako autor básní a písní byl poměrně znám, jako prozaik byl však objeven až ve dvacátém století a bývá považován za zakladatele postmoderny.
Z Hoggovy prózy stojí za zmínku také povídky a vyprávění, například Rodinné historky o siru Walteru Scottovi či Altrive Tales. Koncem svého života pracoval na životopise Roberta Burnse, kterého považoval už od mládí za svůj největší vzor.
Česky vyšla jeho stěžejní próza Vyznání ospravedlněného hříšníka (1999), Jaroslav Vrchlický zahrnul do své antologie Moderní básníci angličtí dvě jeho básně, Skřivánkovi a Arabskou píseň.
Hogg se oženil se svou přítelkyní Margaret Phillipsovou 28. dubna 1820. Měli spolu pět dětí. Předtím se Hoggovi narodily dvě nemanželské dcery, které měl se dvěma různými ženami. Miloval hru na housle, na něž se sám naučil hrát.
James Hogg vystupuje jako literární hrdina v románě Marie Michlové Smrt Múz (Torst, 2012).